# Montehermoso

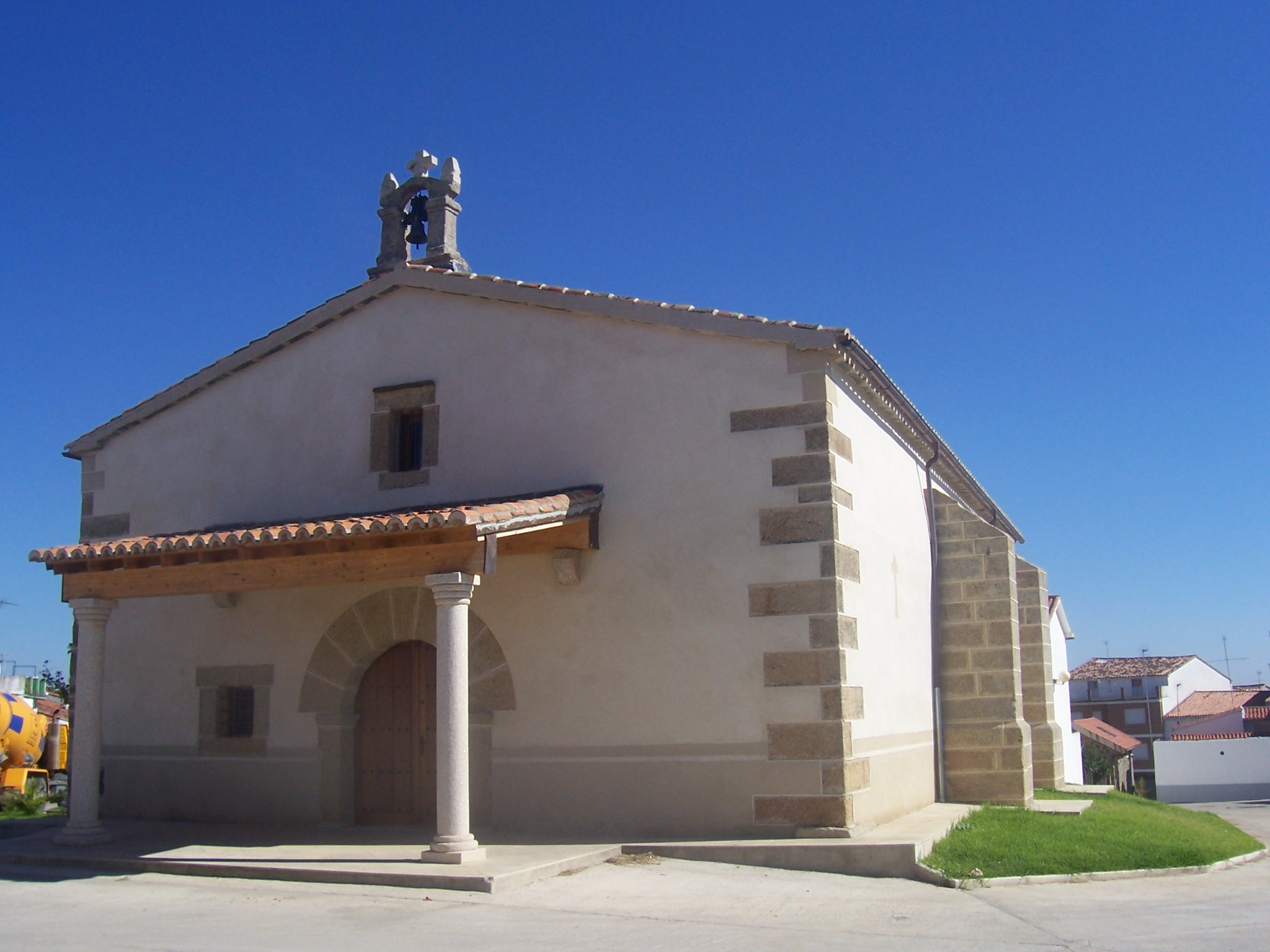
Kaple San Bartolo (13. stol.)

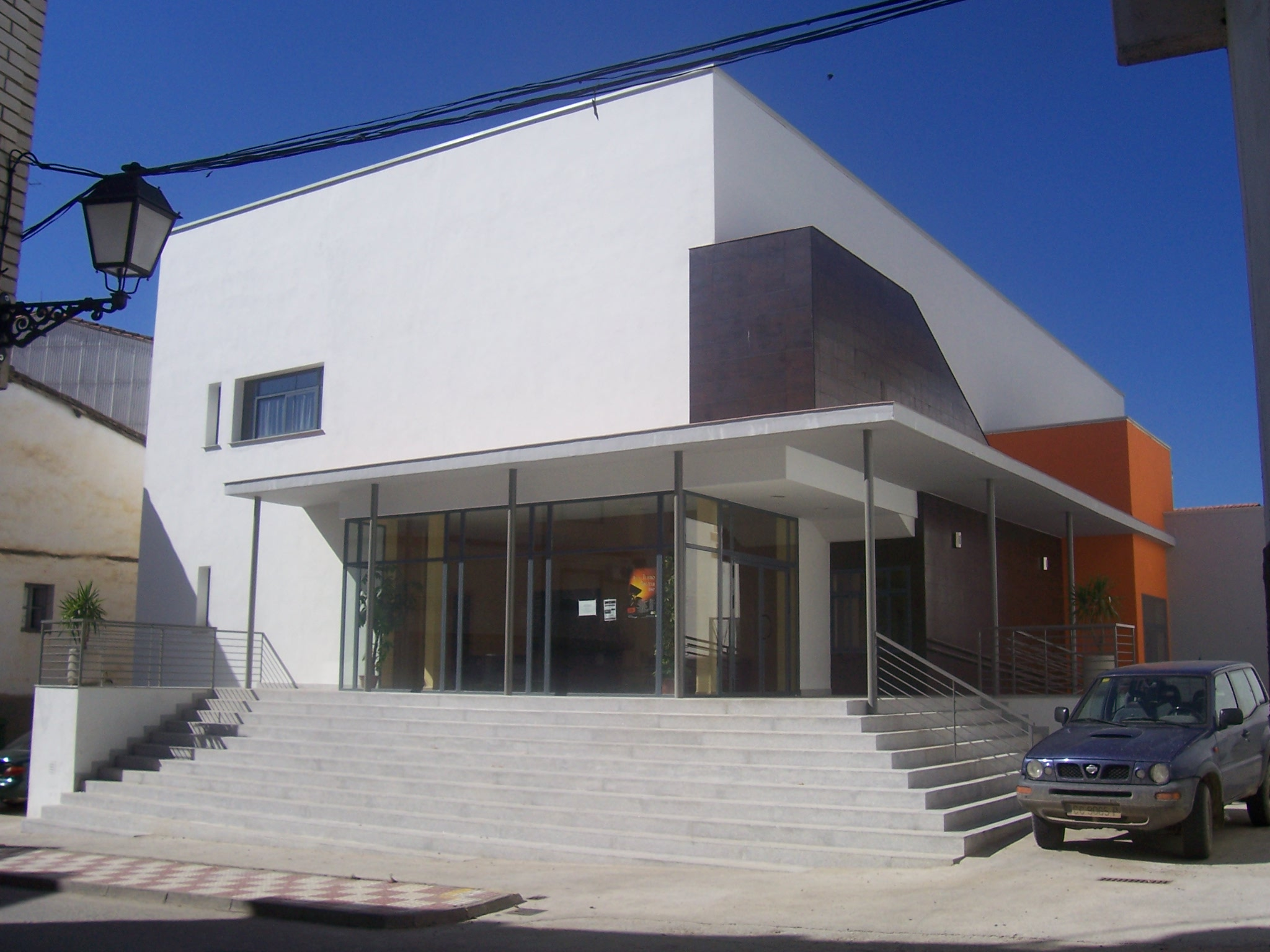
Auditorio ve městě Montehermoso

Montehermoso je španělské město na severu autonomního společenství Extremadura. Podle dat ze sčítání lidu z roku 2007 mělo 5710 obyvatel.
První zmínka o tomto městě pochází ze 13. století, kdy zde vznila osada čítající 15-20 rodin a hrad, který hrál významnou roli v Reconquistě.
Současná radnice ve městě (Casa consistorial) byla vybudována v roce 1897.